# Soboklęszcz (Płońsk)
Pour les articles homonymes, voir Soboklęszcz.
Soboklęszcz (prononciation : [sɔˈbɔklɛ̃ʂt͡ʂ]) est un village polonais de la gmina de Joniec dans le powiat de Płońsk de la voïvodie de Mazovie dans le centre-est de la Pologne.
Le village compte approximativement une population de 200 habitants.

## Histoire
De 1975 à 1998, le village appartenait administrativement à la voïvodie de Ciechanów.